# Стационе Феровијарија (Модена)
Стационе Феровијарија је насеље у Италији у округу Модена, региону Емилија-Ромања.
Према процени из 2011. у насељу је живело 72 становника. Насеље се налази на надморској висини од 13 м.